# Italkali
Italkali - Società Italiana Sali Alcalini S.p.A.  è tra le principali imprese in Europa per l'estrazione, la lavorazione e l'esportazione del salgemma. Fondata nel 1980 come società mista (51% Regione Siciliana e 49% privati) nel 2015 è divenuta totalmente privata.
La produzione mineraria e la lavorazione del minerale sono effettuate nelle miniere di Racalmuto e Realmonte in provincia di Agrigento e nella miniera di Petralia Soprana, in provincia di Palermo. A Racalmuto e Petralia il prodotto viene anche confezionato.
Nei giacimenti siciliani sono presenti anche cospicue riserve di kainite, utili alla produzione di solfato di potassio, un fertilizzante compatibile con la produzione agricola certificata biologica.
Con una movimentazione media annua di circa 2 milioni di tonnellate di prodotti, Italkali ha sviluppato una idonea struttura logistica.
Grazie al punto imbarco a gestione diretta, il terminale marittimo di Porto Empedocle, alimenta tutto il traffico via nave, diretto sia all'estero sia ai diversi magazzini portuali dislocati nell'Italia continentale.

## Storia
ITALKALI - Società Italiana Sali Alcalini - è stata costituita come azienda pubblica nel 1980 da EMSAMS, Ente minerario siciliano (EMS), Montedison ed ANIC con il compito di risanare e gestire gli impianti di produzione del solfato di potassio dei quali era titolare la ISPEA, società controllata dallo stesso EMS.
Il 51% della società era di proprietà dell'EMS (controllata per intero dalla Regione Siciliana) e il 49% dei soci privati, di cui il 24% del gruppo Minco srl di Francesco Morgante
L'EMSAMS era la società tra SAMS ed EMS che aveva con successo gestito le miniere di salgemma di Cattolica Eraclea, Realmonte, Racalmuto e Petralia. Caratteristica di EMSAMS era che il suo statuto prevedeva l'attribuzione della gestione esclusivamente ai soci privati, seppur minoritari. Il medesimo modello è stato con successo riproposto in Italkali che nel 1983, al fine di gestire unitariamente tutto il settore minerario siciliano, ha incorporato EMSAMS, divenendo una delle aziende regionali con bilanci in attivo.
Nel 1992, per effetto delle norme regionali e statali sulla tutela dell'ambiente, la produzione dei sali di potassio è cessata, e l'attività è proseguita nel comparto del salgemma.
Intanto, nel 1999, con la legge n.5 del 10 gennaio, la Regione siciliana ha inteso dismettere le aziende pubbliche regionali, e il liquidatore dell'EMS ha avviato le procedure di dismissione della sua partecipazione. Ma, dopo diversi tentativi di cessione della partecipazione in Italkali, nel 2009 la quota dell'EMS è stata trasferita direttamente al patrimonio della Regione Siciliana, con atto del 17 giugno. La gara pubblica nel 2011 viene annullata per irregolarità.
La partecipazione del socio regionale è intanto divenuta non legittima ai sensi dell'art. 1, comma 569, della legge 27 dicembre 2013 n. 147, modificato dall’art. 2 comma 1 b) della legge 2 maggio 2014 n. 68, che proibisce la partecipazione pubblica in società che operano nel libero mercato.
La cessazione della partecipazione è definitiva dal 1º gennaio 2015.
La Regione ha quindi dovuto procedere a dar seguito alla prelazione, al valore nominale, della quota di maggioranza ai soci privati.
Il 31 dicembre 2017 le azioni della Regione sono state alienate dal cda di Italkali, e il governo regionale ha chiesto un risarcimento di 24 milioni di euro
Oggi il più rilevante piano di sviluppo Italkali è volto a rientrare nel comparto dei sali potassici, con un importante investimento che prevede la creazione di un nuovo impianto di produzione sviluppato sulla base di un grande e innovativo processo di produzione.

## I marchi
Italkali gestisce un portafoglio di marchi propri che garantiscono all'azienda la leadership in Italia. I marchi rivestono grande importanza strategica per gli obiettivi di sviluppo dell'azienda presente così in tutte le categorie di prodotto (consumo domestico, sale per industrie alimentari, sale per addolcitori, sale industriale, sale per disgelo, sale per uso zootecnico).
Fra i marchi utilizzati da Italkali compaiono Sale di Sicilia, Sale di Sicilia Iodio Più, Iposal, Armonia di Sale, Fior di Sale, Mare Antico, Saloro, Depurel, Cristalli di Salgemma, Tintorel e Sale di Sole.

## Partecipazioni
- Thalassia Srl, Agenzia marittima che opera a Porto Empedocle
- Petralia Soprana (Raffo)
- Miniere di Racalmuto
- Miniera di Realmonte
- Revere[7]

## Dati societari
- Ragione sociale: Italkali - Società Italiana Sali Alcalini S.p.A.
- Capitale sociale: 6.000.000 euro